# 圖庫姆斯市鎮
圖庫姆斯市鎮是拉脫維亞的市镇，設立於2009年，位於該國中部，行政中心为圖庫姆斯。市镇面積为2,450平方公里，人口数量为44,411人（2021年）。

## 历史
圖庫姆斯市鎮设立于2009年。2021年7月1日，圖庫姆斯市鎮、恩古雷市鎮、新皮爾斯市鎮及坎達瓦市鎮合并为新的圖庫姆斯市鎮。新市镇与2009年之前的图库姆斯区的范围相同。